# Florence (Alabama)
Florence è la capitale della Contea di Lauderdale, situata nel nordovest dell'Alabama, negli Stati Uniti. Secondo le stime del censimento 2005, la popolazione ammonterebbe a 36.480.
Florence è la città più grande e più importante dell'area che comprende Muscle Shoals, Sheffield e Tuscumbia, conosciuta come The Shoals. È considerato l'hub economico principale del nordovest Alabama.

## Storia
Florence fu fondata il 12 marzo 1818 dalla Cypress Land Company mediante il lavoro di tre uomini, il generale John Coffee, il perito Hunter Peel, e l'ingegnere toscano Ferdinando Sannoner, che la chiamò come la traduzione inglese della sua città (Firenze, capoluogo della Toscana). Vi si tiene dal 1987 una Fiera del Rinascimento.
Le prove di insediamenti umani nell'area di Florence risalgono almeno al 500 a.C., quando fu costruito il Florence Indian Mound, il più grande del suo tipo nella valle del Tennessee. Prima dell'arrivo dei coloni bianchi alla fine del 1700, l'area dell'attuale Florence era occupata dalla nazione Chickasaw, che cedette le sue terre al governo federale attraverso una serie di trattati all'inizio del 1800. Il famoso generale John Coffee, il futuro giudice della Corte Suprema degli Stati Uniti John McKinley e altri cinque amministratori fondarono la Cypress Land Company per fondare una città su una collina che domina il fiume Tennessee. La compagnia acquistò il terreno e sperava che la posizione di Florence lungo la Jackson's Military Road e alla fine delle pericolose rapide di Muscle Shoals ne facesse un importante centro commerciale.
Nel 1819, Coffee incaricò un giovane ingegnere italiano, Ferdinand Sannoner, del rilievo e della pianificazione della città. Come ricompensa per il suo lavoro nella pianificazione della città, Sannoner fu autorizzato a scegliere il nome del nuovo insediamento, decise di intitolarlo a Firenze, la capitale della regione Toscana in Italia. Speculatori e coloni, tra cui il generale Andrew Jackson e il presidente James Monroe, hanno acquistato gli appezzamenti di terreno quando sono stati venduti dalla Cypress Land Co. Florence divenne rapidamente un centro commerciale sul fiume Tennessee, ma non raggiunse il livello sperato dai suoi fondatori. Tuttavia, Florence crebbe abbastanza rapidamente da essere incorporata dalla legislatura dello Stato nel 1826.
Florence Female Academy è stata fondata a Florence nel 1847. Entro il 1850, la scuola è stata convertita nel Florence Synodical Female College. Chiuse nel 1893. Un monumento storico commemora il sito.

## Dati demografici
2010
Secondo il censimento del 2010:
- 75,0% bianco
- 19,4% nero
- 0,4% nativi americani
- 1,4% asiatico
- 0,1% nativo hawaiano o isolano del Pacifico
- 1,9% Due o più gare
- 3,6% ispanico o latino (di qualsiasi razza)

2000
Secondo il censimento del 2000, c'erano 36.264 persone, 15.820 famiglie e 9.555 famiglie residenti in città. La densità di popolazione era di 1.454,6 persone per miglio quadrato (561,6 / km2). C'erano 17.707 unità abitative con una densità media di 710,2 per miglio quadrato (274,2 / km2). La composizione razziale della città era 78,39% bianchi, 19,20% neri o afroamericani, 0,24% nativi americani, 0,62% asiatici, 0,03% isolani del Pacifico, 0,54% da altre razze e 0,97% da due o più razze. L'1,34% della popolazione era ispanica o latina di qualsiasi razza.
Le famiglie erano 15.820, di cui il 25,9% aveva figli di età inferiore ai 18 anni che convivevano con loro: il 43,6% erano coppie sposate che convivono, il 14,0% aveva una donna capofamiglia senza marito presente e il 39,6% non erano famiglie. Quasi il 33,8% di tutte le famiglie era composto da individui e il 13,3% aveva qualcuno che viveva da solo che aveva 65 anni o più. La dimensione media della famiglia era 2,20 e la dimensione media della famiglia era 2,82.
In città, la popolazione era distribuita, con il 21,4% sotto i 18 anni, il 13,7% tra i 18 e i 24 anni, il 25,7% tra i 25 e i 44 anni, il 21,7% tra i 45 e i 64 anni e il 17,5% che aveva 65 anni o più vecchio. L'età media era di 37 anni. Per ogni 100 femmine, c'erano 84,0 maschi. Per ogni 100 donne dai 18 anni in su, c'erano 79,7 maschi.
Il reddito medio per una famiglia in città era di $ 28.330 e il reddito medio per una famiglia era di $ 40.577. I maschi avevano un reddito medio di $ 34.398 contro $ 21.385 per le femmine. Il reddito pro capite per la città era di $ 19.464. Circa il 14,4% delle famiglie e il 20,4% della popolazione erano al di sotto della soglia di povertà, compreso il 25,9% di quelli di età inferiore a 18 anni e il 13,3% di quelli di età pari o superiore a 65 anni.

## Sistema scolastico
Situata a Florence e fondata nel 1830 come LaGrange College, l'Università del Nord Alabama, è un istituto di istruzione superiore pubblico, co-educativo. L'Università è la più grande del Nord Alabama, con un'iscrizione che ha superato le 7.000 iscrizioni per la prima volta nel 2007. Gli studenti internazionali ora costituiscono circa il 10% della popolazione studentesca. L'università è situata su 130 acri (53 ettari) e circondata da quartieri storici. Si trova appena a nord del quartiere degli affari del centro. La Kilby Laboratory School, gradi K-6, è affiliata all'università ed è l'unica scuola di laboratorio nello stato.
Florence City Schools è l'organizzazione del sistema scolastico pubblico K-12. Florence High School (classi 10-12) è la scuola superiore principale, con un'iscrizione di circa 1.000 studenti. È stato creato dalla fusione tra le due precedenti scuole superiori cittadine, la Bradshaw High School e la Coffee High School. Florence High si trova presso l'ex sito Bradshaw nella parte orientale della città. La fusione ha portato anche alla creazione della Florence Middle School (classi 7–8) e del Florence Freshman Center (classe 9). La scuola media si trova presso l'ex campus della Coffee High, a est del centro, e il Florence Freshman Center si trova presso il campus della Florence High School.
Ci sono cinque scuole private a Florence: Riverhill School for K-6, St. Joseph Regional Catholic School per i gradi K-8 e Mars Hill Bible School, Shoals Christian School e Florence Christian Academy, che sono multi-denominazionali, K– 12 scuole.

## Cultura ed eventi
Il Comune di Florence ospita numerosi musei, siti storici e numerosi parchi per soddisfare le esigenze culturali e ricreative di cittadini e turisti. Una varietà di festival si svolgono anche durante tutto l'anno.
Musei
- Il Kennedy Douglass Center for the Arts è il centro di numerose attività culturali, mostre ed eventi. Il centro mette in mostra artisti provenienti da tutto il sud-est degli Stati Uniti e offre corsi e laboratori a persone di tutte le età. È iscritta al Registro Nazionale dei Luoghi Storici e fornisce gli uffici amministrativi dei sei musei di Florence. I musei sono aperti dal martedì al sabato dalle 10:00 alle 16:00, la domenica dalle 13:00 alle 16:00 e sono chiusi il lunedì.
- L'Indian Mound and Museum è il più grande del suo genere nella regione della Tennessee Valley. Il tumulo di terrapieno, che misura 310Hx230Wx42D (piedi) e si chiama Wawmanona, è stato costruito intorno al 500 d.C. Si pensa che sia un luogo per cerimonie e rituali tribali. Il museo espone manufatti dei nativi americani del tumulo e dell'area circostante, che rappresentano culture diverse risalenti a 1.000 anni fa.
- Pope's Tavern è una rinomata tappa storica; fungeva da ospedale per i soldati della Guerra Civile sia degli eserciti dell'Unione che di quelli Confederati. Fungeva anche da fermata della diligenza, taverna e locanda. Il museo ospita manufatti della Guerra Civile e oggetti d'antiquariato del XVIII e XIX secolo. È una delle strutture in piedi più antiche di Florence.
- La Casa e Museo W. C. Handy è dedicata a uno dei figli più famosi di Florence. Conosciuto come il "padre del blues", Handy è nato in una capanna di tronchi in questo sito nel 1873. Il museo contiene una collezione di documenti personali, manufatti e altri oggetti che Handy ha donato prima della sua morte nel 1958.
- La Rosenbaum House, al 601 di Riverview Drive, è l'unico edificio nello stato progettato dall'architetto di fama mondiale Frank Lloyd Wright. È stata costruita nel 1939. La casa è stata la prima in città ad avere novità come un posto auto coperto e il riscaldamento a pavimento. È aperto per tour sei giorni alla settimana.
- Il Children's Museum of the Shoals contiene mostre che mostrano la storia, le persone e gli eventi che compongono la storia delle Shoals. Il museo è progettato per promuovere l'apprendimento in un ambiente pratico. Il museo offre laboratori didattici tutto l'anno per bambini di tutte le età.
- The Forks of Cypress era una piantagione di cotone situata a Florence. I suoi resti possono essere visti sotto forma di 24 colonne greche, così come il cimitero della famiglia Jackson. Entrambi sono di proprietà privata e non sono aperti al pubblico.

Festival
I festival sono elencati cronologicamente.
- La Sam Phillips Music Celebration è un evento della durata di una settimana la prima settimana di gennaio. Celebra la vita di Sam Phillips con eventi che includono la festa di compleanno di Sam Phillips, "Conversations on Sam", il concerto di Sam Jam, Muscle Shoals al Music Row Live e un concerto finale. Sebbene Sam sia accreditato per la nascita del rock n 'roll e per la scoperta di molti artisti acclamati, come Elvis Presley, ha anche registrato gospel, rhythm & blues, country e rockabilly. Questo festival è iniziato nel 2005.
- Il George Lindsey / UNA Film Festival è iniziato nel 1997 ed è chiamato in onore di George Lindsey, un attore famoso per la sua interpretazione del personaggio di "Goober Pyle" nella serie televisiva The Andy Griffith Show. Lindsey era una laureata dell'UNA (allora conosciuta come Florence State College). L'evento si svolge ad aprile.
- Arts Alive, a maggio, iniziò per la prima volta nel 1986. Artisti provenienti da tutto il sud-est si riuniscono a Wilson Park per due giorni per mostrare e vendere i loro lavori.
- La celebrazione dello Spirit of Freedom è una tradizione annuale del 4 luglio, presentata dal Shoals Radio Group (WLAY-FM, WVNA-FM, WMSR-FM, WMXV, WVNA e WLAY). Migliaia di persone si riuniscono al McFarland Park a partire dalla mattina per una giornata trascorsa ad ascoltare una varietà di atti musicali. La celebrazione si conclude intorno alle 22:00. con uno spettacolo pirotecnico sul fiume Tennessee.
- Il W. C. Handy Music Festival. Ogni anno, per una settimana alla fine di luglio o all'inizio di agosto, i musicisti di tutto il paese scendono sulle secche. I ristoranti della zona offrono musica dal vivo e gli artisti si esibiscono spesso a Wilson Park o lungo le strade del centro. Sebbene il focus fosse originariamente su blues e jazz, la selezione musicale ora include rock, country, gospel e altri. Il festival, il più grande della zona dei Secchi, prevede anche eventi didattici, mostre d'arte e gare atletiche.
- Ogni settembre, Florence è il punto di arrivo per i motociclisti dell'annuale giro in motocicletta Trail of Tears Remembrance, che termina nella vicina Waterloo, Al. La corsa ricorda un capitolo della storia americana in cui i nativi americani furono spediti in Oklahoma e nel Midwest dall'Indian Removal Act del 1830.
- L'Alabama Renaissance Faire si tiene a Wilson Park durante il quarto fine settimana di ottobre. Il festival celebra il patrimonio di Firenze come "Città del Rinascimento" ricreando l'atmosfera di una fiera medievale. Le attività includono arti e mestieri, maghi, rievocazioni e spettacoli musicali. I frequentatori del festival sono anche invitati a vestirsi con abiti d'epoca.
- First Fridays in Florence è un evento artistico e musicale che si svolge ogni primo venerdì da aprile a dicembre nel centro di Firenze. I nove mesi di serate d'arte e musica sono iniziati nel 2005. Gli sforzi di sviluppo del centro della città, compresi gli eventi First Fridays, sono stati presentati come una comunità "saggia" nella pubblicazione EPA Smart Growth This is Smart Growth.

## Svago
- Il Cox Creek Park ospita un parco giochi per bambini, box per i cavalli, un campo di tiro con l'arco al coperto e dodici campi da tennis. Le recenti aggiunte hanno incluso il nuovo Florence Skate Park, l'unico skateboard park della zona, e un nuovo stadio per la squadra di softball dell'Università del Nord Alabama. Nel parco si trova anche il mercato agricolo di Firenze / Lauderdale.
- Il Deibert Park era un ex allevamento di cavalli appartenente alla famiglia Deibert, il parco ora include un parco giochi, rifugi per picnic e tre stagni. La rete di sentieri escursionistici è apprezzata da escursionisti, jogging e motociclisti. Anche il Children's Museum of the Shoals si trova nella proprietà del parco.
- Florence Sportsplex ha campi da baseball, softball e calcio. Si trova all'angolo tra Alabama Highway 20 e Gunwaleford Road.
- Martin Park è il luogo in cui si trova l'impianto di nuoto della città, presso il Royal Avenue Recreation Center. Il parco ospita anche un parco giochi, campi da tennis, rifugi per picnic e un percorso fitness di 1,21 km.
- McFarland Park è anche la sede del porto e del porto turistico di Florence. Oltre a ospitare numerosi eventi durante tutto l'anno, il parco è anche dotato di un parco giochi, numerosi rifugi per picnic, campeggi, campi da calcio, campi da baseball, un campo da disc golf, un driving range da golf e percorsi pedonali illuminati. Situato lungo il lago Pickwick, il parco è utilizzato anche da pescatori, diportisti e nuotatori.
- Il River Heritage Park si trova alla base della Torre rinascimentale e adiacente al Marriott Shoals Hotel and Conference Center. Il parco contiene viste panoramiche sul fiume Tennessee e sulla diga di Wilson. Sono inclusi anche rifugi per picnic, un parco giochi e una fontana interattiva chiamata Splash Pad.
- Il Veterans Memorial Park contiene un monumento ai veterani di guerra di Florence e della contea di Lauderdale. Nel parco si trovano anche ventidue campeggi, sei campi da tennis illuminati, campi da baseball e softball, campi da gioco e rifugi per picnic. Veterans Park ospita anche uno dei più antichi campi da disc golf dello stato, fondato nel 1983.
- Wildwood Park si trova adiacente alla University of North Alabama lungo Cypress Creek. È il più appartato e sereno dei parchi cittadini. Il parco ha un padiglione, tavoli da picnic, percorsi naturalistici e piste ciclabili. Nuoto, pesca e canoa sono alcune delle attività ricreative del parco.
- Wilson Park si trova nel cuore del centro, di fronte alla Biblioteca Pubblica di Florence-Lauderdale. I suoi terreni sono utilizzati per numerosi festival ed eventi. Il piano originale di Florence nel 1818 mostrava l'area come un passaggio pubblico. Nel 1924, il parco fu ribattezzato in onore dell'ex presidente degli Stati Uniti Woodrow Wilson, poco dopo la sua morte.

## Infrastrutture e trasporti
Florence è il punto di fusione di due importanti autostrade statunitensi, oltre a diverse autostrade dell'Alabama. Sia la US Highway 43 che la US Highway 72 si uniscono appena ad est dei confini della città a Killen e sono firmate per tutta la loro lunghezza attraverso la città. L'autostrada 43, che corre da nord a sud, aiuta a collegare la città a Lawrenceburg e Columbia a nord nel Tennessee, così come Tuscaloosa e Mobile a sud. L'autostrada 72 aiuta a collegare la città a Huntsville e Chattanooga, nel Tennessee, a est, e a Memphis, nel Tennessee, a ovest. L'Interstate 65 è accessibile a circa quarantacinque minuti a est sull'autostrada 72. Entrambe queste strade attraversano il fiume Tennessee sul ponte O'Neal, che collega Firenze a Sheffield.
Le autostrade statali dell'Alabama che servono la città includono State Route 13, State Route 17, State Route 20, State Route 133 e State Route 157. Alabama 133 ha collegato Florence e Muscle Shoals tramite Wilson Dam fino al 2002, quando il nuovo a sei corsie "Patton Island Bridge "ha terminato la costruzione. Il ponte fa parte di un nuovo corridoio che alla fine vedrà l'ampliamento di Wilson Dam Road a Muscle Shoals in Alabama 20 e la costruzione di una nuova strada dal ponte a Florence Blvd a Florence. La State Route 157, una strada per Florence e la zona di Shoals, funge da collegamento a quattro corsie per l'Interstate 65 a Cullman. il progetto è stato completato nell'estate del 2007. La strada è conosciuta come "University of North Alabama Highway".
L'area di Florence and the Shoals non ha un collegamento diretto con un'autostrada interstatale. Una soluzione discussa è stata la Memphis to Atlanta Highway, proposta per collegare le due città tramite un'autostrada attraverso il nord dell'Alabama. Tuttavia, negli ultimi anni il Mississippi ha concentrato i suoi finanziamenti negli Stati Uniti 78 (Interstate 22), noto anche come "Corridoio X". Sebbene gli Stati Uniti 72 attraverso il Mississippi siano a quattro corsie, non ci sono piani per aggiornarlo allo stato di autostrada. Lo stato della Georgia non si è inoltre impegnato nei lavori necessari per collegare l'autostrada dal confine di stato dell'Alabama ad Atlanta. L'autostrada rimane in fase di pianificazione con il Dipartimento dei trasporti dell'Alabama.
Un altro piano recentemente discusso è quello di estendere l'Interstate 565 a ovest dal suo attuale capolinea appena fuori Decatur, lungo Alabama 20 / Alternate U.S. 72. Il piano ha ricevuto il sostegno dei funzionari di Decatur.
Florence è servita dal Northwest Alabama Regional Airport a Muscle Shoals. L'aeroporto è utilizzato per l'aviazione commerciale e generale, è servito commercialmente da Boutique Air che fornisce diversi voli giornalieri per Atlanta e Nashville. L'aeroporto internazionale di Huntsville, un'altra opzione per i residenti di Firenze, offre un servizio per undici destinazioni nazionali ed è a un'ora di macchina da Firenze.
L'industria locale è servita dalla Tennessee Southern Railroad (TSRR), che va da Firenze a Columbia, nel Tennessee e al porto di Firenze sul lago Pickwick.

## Clima
Il clima in questa zona è caratterizzato da estati calde e umide e inverni generalmente da miti a freschi. Secondo il sistema di classificazione climatica Köppen, Florence ha un clima subtropicale umido, abbreviato "Cfa" sulle mappe climatiche.
La temperatura media di Firenze è di 15 °C. La precipitazione media annua a Florence è di 144,9 cm. In media, Florence riceve 2,25 pollici (5,7 cm) di neve all'anno, che è al di sopra della media per l'Alabama di 0,57 pollici (1,4 cm).
Mentre Florence si trova a quasi 480 km dal Golfo del Messico, forti uragani hanno portato il maltempo nella zona. Ad esempio, nel 2005, il percorso dell'uragano Katrina è arrivato molto vicino alla città, provocando venti di quasi 110 km / h e alcuni danni da tempesta.